# Ruby (альбом Мэйси Грэй)
| Оценки критиков           | Оценки критиков |
| Источник                  | Оценка          |
| ------------------------- | --------------- |
| All About Jazz            | [ 3 ]           |
| The Detroit News          | B               |
| Exclaim!                  | 8/10            |
| The Sydney Morning Herald | [ 6 ]           |
| The Spill Magazine        | [ 7 ]           |
| Albumism                  | [ 8 ]           |

Ruby — десятый студийный альбом американской певицы Мэйси Грэй, вышедший 21 сентября 2018 года на лейбле Mack Avenue Records.
Первоначально альбом должен был выйти 7 сентября 2018 года на лейбле Mack Avenue, но был перенесён на 21 сентября 2018 года. С альбома также вышло два сингла.

## Отзывы
Кайл Маллин из Exclaim! прокомментировал: «Её химия с коллегами по группе, а также с продюсерами альбома очевидна. И неудивительно, почему — „Ruby“ сияет как безупречно спродюсированная жемчужина по сравнению с метко названным альбомом Грэй 2016 года Stripped, который состоял из сырых, свободных от наложений дублей певицы и небольшой группы». Симона Торн из журнала The Spill Magazine заявила: «Этот альбом уместно назвать Ruby, потому что это чистая жемчужина. Тот, кто говорит, что музыка потеряла всю душу, явно никогда не слышал новый альбом Грэй».
Пабло Горонди из The Detroit News написал: «На Ruby Мэйси Грэй звучит в основном радостно и воодушевлённо, и эта изюминка, заметная на всем её десятом альбоме, даже если темой является несчастье или сердечная боль, заразительна. Её фирменные джазовые соул- и R&B-фундаменты учтены, но аранжировки обманчиво легки и позволяют вокалу Грэй и её искромётной личности сиять».

## Список композиций
| №                   | Название            | Автор(ы)                                                                                | Продюсеры            | Длительность |
| ------------------- | ------------------- | --------------------------------------------------------------------------------------- | -------------------- | ------------ |
| 1.                  | «Buddha»            | Macy Gray Johan Carlsson                                                                | Carlsson             | 4:11         |
| 2.                  | «Cold World»        | Gray Thomas Lumpkins Kelly Lumpkins                                                     | T. Lumpkins          | 3:06         |
| 3.                  | «Over You»          | Gray T. Lumpkins Carlsson                                                               | Carlsson             | 3:46         |
| 4.                  | «White Man»         | Gray T. Lumpkins Bianca Atterberry Michael Foster Ryan Tedder Tommy Brown Travis Sayles | T. Lumpkins Brown    | 3:13         |
| 5.                  | «Tell Me»           | Gray Carlsson Rama Duke Mika Lett Phillip Anthony White                                 | Carlsson             | 3:30         |
| 6.                  | «Sugar Daddy»       | Gray T. Lumpkins Atterberry Brown Meghan Trainor                                        | Carlsson             | 3:38         |
| 7.                  | «When It Ends»      | Gray T. Lumpkins Scott Bruzenak Britten Newbill                                         | T. Lumpkins Gray     | 4:42         |
| 8.                  | «Just Like Jenny»   | Gray T. Lumpkins Atterberry Brown                                                       | T. Lumpkins Brown    | 2:58         |
| 9.                  | «Jealousy»          | Gray Carlsson Ross Golan                                                                | Carlsson             | 3:49         |
| 10.                 | «Shinanigins»       | Gray T. Lumpkins Atterberry Tahmel Hinds Trevor Lawrence Jr.                            | T. Lumpkins Gray     | 2:42         |
| 11.                 | «But He Loves Me»   | Gray Tamir Barzilay Jonathan Jackson Jr.                                                | Carlsson             | 3:41         |
| 12.                 | «Witness»           | Gray Austin Brown Anton Göransson Viktoria Hansen Isabella Sjöstrand                    | T. Lumpkins T. Brown | 4:16         |
| Общая длительность: | Общая длительность: | Общая длительность:                                                                     | Общая длительность:  | 43:22        |

## Чарты
| Чарт (2018)                     | Высшая позиция |
| ------------------------------- | -------------- |
| Швейцария (Schweizer Hitparade) | 41             |